# Phytobaenus amabilis
Phytobaenus amabilis là một loài bọ cánh cứng trong họ Aderidae. Loài này được Sahlberg miêu tả khoa học năm 1834.